# Kleopatra (imię)
Kleopatra – imię żeńskie pochodzenia greckiego (Κλεοπατρα), oznaczające tyle co „ojcowska chwała”. Złożone jest ono z członów κλεος (kleos) – „chwała, sława” i πατρος (patros) – „ojcowska, należąca do ojca”. Patronką tego imienia jest św. Kleopatra żyjąca w IV wieku.
Kleopatra imieniny obchodzi 19 października.
Znane osoby o imieniu Kleopatra:
- Kleopatra I, królowa Egiptu
- Kleopatra VII
- Kleopatra Thea, królowa państwa Seleucydów, panująca w latach 126–121 p.n.e.
- Kleopatra z Macedonii (Królowa Epiru)